# كابوستين يار
كابوستين يار (بالروسية: Капустин Яр) هو موقع إطلاق صواريخ في مقاطعة أستراخان أوبلاست في روسيا بين مدينتي فولجوجراد وأستراخان، والمعروفة الآن باسم زنامينسك (بالروسية: Знаменск). أقيم الموقع في 13 مايو 1946، وفي البداية استخدمت تقنيات ومواد وعلماء من ألمانيا بعد هزيمتها في الحرب العالمية الثانية. وأُطلقت العديد من الصواريخ من هذا الموقع من قبل الجيش الروسي، إلى جانب الأقمار الصناعية وصواريخ الأبحاث.

## أعلام
- فاليري إيفانوفيتش توكاريف